# Danh sách Đảng chính trị được công nhận tại Ấn Độ
Ấn Độ là quốc gia có hệ thống đa đảng thuộc loại lớn nhất thế giới. Có hai loại được công nhận là công nhận đảng phái thuộc liên bang (toàn quốc) và công nhận thuộc cấp bang. Việc công nhận được Ủy ban bầu cử Ấn Độ xem xét định kỳ. Đảng phái muốn được tranh cử các cấp đều phải đăng ký với Ủy ban bầu cử. Đảng đăng ký được công nhận cấp bầu cử được đánh giá theo tiêu chí khách quan. Đảng được công nhận được hưởng đặc quyền như biểu trưng riêng, tranh cử trên truyền hình, radio... tư vấn thiết lập ngày bầu cử và quy tắc quy định bầu cử.
Tất cả các đảng tranh cử đều phải chọn biểu trưng cho đảng mình do Ủy ban bầu cử cung cấp. 

## Tổng số đảng phái
Trong cuộc tổng tuyển cử 2014 có tất cả 1759 đảng phái đăng ký tranh cử với Ủy ban bầu cử Ấn Độ. Sau đó ngày 26/9/2014 Ủy ban bầu cử đã ra thông báo cho trưởng ban bầu cử cấp bang và vùng lãnh thổ cho hơn 7 đảng phái chính trị vào danh sách nâng tổng số đảng phái lên 1766, trong đó có 6 đảng toàn quốc, 51 đảng toàn bang và 1709 đảng không được công nhận. Theo công bố mới nhất từ Ủy ban Bầu cử (ngày 13/12/2016 và ngày 5/5/2017), tổng số Đảng đăng ký là 1841, với 7 Đảng toàn quốc, 49 Đảng toàn bang và 1785 Đảng không được công nhận.
| Tổng đảng phái      | 1841 |
| ------------------- | ---- |
| Đảng toàn quốc      | 7    |
| Đảng toàn bang      | 49   |
| Đảng chưa công nhận | 1785 |

## Tiêu chuẩn công nhận
Các tiêu chí để được công nhận đảng thuộc cấp bang và toàn quốc do Ủy ban bầu cử quy định. Bất cứ đảng phái nào muốn được công nhận thì bắt buộc phải đáp ứng toàn bộ hoặc ít nhất một trong các tiêu chí liên quan. Ngoài ra các đảng toàn quốc và bang phải thực hiện đầy đủ các điều kiện của Lok Sabha hoặc bầu cử bang hoặc đánh mất tính pháp lý. 

### Đảng cấp bang
Đảng phái để được công nhận đảng cấp bang đạt ít nhất một trong các tiêu chí sau:
1. Đảng phái phải có tối thiểu 3% hoặc 3 ghế trong Lập pháp bang.
2. Thắng cử và có 25 ghế trong Lok Sabha hoặc được phân bổ theo các bang.
3. Có số phiếu hội đủ 6% trong cuộc tổng tuyển cử bầu Lok Sabha hoặc lập pháp bang và thắng cử một trong 2 cơ quan lập pháp.
4. Nếu đảng chính trị không có ghế trong Lok Sabha hoặc Lập pháp bang, đề được công nhận phải hội đủ 8% hoặc hơn số phiếu hợp lệ trong cuộc bầu cử bang.

Nếu được công nhận là đảng cấp bang, đảng chính trị sẽ được Ủy ban bầu cử cấp biểu trưng độc quyền trong tiểu bang. Đảng được công nhận ở 4 tiểu bang được công nhận cấp toàn quốc.

### Đảng toàn quốc
Để trở thành Đảng toàn quốc đảng chính trị phải đạt được ít nhất một tiêu chí sau:
1. Thắng cử đạt được 2% số ghế trong Lok Sabha từ ít nhất 3 bang trở lên.
2. Trong cuộc tổng tuyển cử Lok Sabha và Quốc hội, có số phiếu bầu là 6% trong 4 bang và thắng cử với 4 ghế trong Lok Sabha.
3. Được công nhận ở 4 tiểu bang hoặc nhiều hơn.

## Đảng toàn quốc
| Tên                                                                                       | Viết tắt | Năm thành lập | Lãnh đạo hiện tại        | Tư tưởng | Vị trí Chính trị   | Liên kết Quốc tế                                                   | Biểu tượng             |
| ----------------------------------------------------------------------------------------- | -------- | ------------- | ------------------------ | --- | ------------------ | ------------------------------------------------------------------ | ---------------------- |
| Đảng Bharatiya Janata भारतीय जनता पार्टी Bharatiya Janata Party                                 | BJP      | 1980          | Amit Shah                | Hindutva Chủ nghĩa dân tộc Hindu Chủ nghĩa nhân văn không thể thiếu Chủ nghĩa bảo thủ Chủ nghĩa bảo thủ quốc gia Bảo thủ Xã hội Chủ nghĩa dân tộc kinh tế Chủ nghĩa dân túy cánh hữu | Cánh hữu           | Liên minh Dân chủ Quốc tế Liên minh Dân chủ Châu Á Thái Bình Dương | Hoa sen                |
| Đảng Quốc Đại Ấn Độ भारतीय राष्ट्रीय कांग्रेस Indian National Congress                              | INC      | 1885          | Sonia Gandhi             | Dân chủ xã hội Chủ nghĩa xã hội dân chủ Chủ nghĩa tự do xã hội Chủ nghĩa Dân tộc Ấn Độ Chủ nghĩa xã hội Gandhi Chủ nghĩa thế tục Chủ nghĩa tiến bộ                                   | Trung tả           | Liên minh tiến bộ Quốc tế xã hội chủ nghĩa                         | Bàn Tay                |
| Đảng Cộng sản Ấn Độ (Marxist) भारतीय कम्युनिस्ट पार्टी (मार्क्सवादी) Communist Party of India (Marxist) | CPI(M)   | 1964          | Prakash Karat            | Chủ nghĩa Cộng sản Chủ nghĩa Marx-Lenin | Cánh tả đến Cực tả | Hội nghị quốc tế các đảng cộng sản và công nhân                    | Búa, liềm và sao       |
| Đảng Cộng sản Ấn Độ भारतीय कम्युनिस्ट पार्टी Communist Party of India                              | CPI      | 1925          | Suravaram Sudhakar Reddy | Chủ nghĩa Cộng sản Chủ nghĩa Marx-Lenin | Cánh tả đến Cực tả | Hội nghị quốc tế các đảng cộng sản và công nhân                    | Liềm và Ngô            |
| Đảng Bahujan Samaj बहुजन समाज पार्टी Bahujan Samaj Party                                       | BSP      | 1984          | Mayawati                 | Nhân quyền Công bằng xã hội Chủ nghĩa thế tục Công lý xã hội Phong trào tự tôn trọng                                                                                                 | Trung tả           | —                                                                  | Con voi Trừ bang Assam |
| Đảng Đại hội Dân tộc राष्ट्रवादी कांग्रेस पार्टी Nationalist Congress Party                           | NCP      | 1999          | Sharad Pawar             | Chủ nghĩa dân tộc Ấn Độ Chủ nghĩa dân tộc cá nhân Công bằng xã hội Chủ nghĩa thế tục Công lý xã hội Chủ nghĩa xã hội                                                                 | Trung tả           | —                                                                  | Đồng hồ                |
| Đảng Quốc đại Trinamool सर्वभारतीय तृणमूल कांग्रेस All India Trinamool Congress                    | AITMC    | 1998          | Mamata Banerjee          | Chủ nghĩa dân tộc địa phương Chủ nghĩa dân tộc Chủ nghĩa thế tục chủ nghĩa xã hội Chủ nghĩa chống cộng                                                                               | Trung tả           | —                                                                  | Cỏ và hoa              |

### Đảng Tiểu bang
| Đảng                                                                                | Viết tắt | Thành lập năm | Lãnh đạo hiện tại                          | Bang/Lãnh Thổ Liên Bang   | Biểu tượng                                                  |
| ----------------------------------------------------------------------------------- | -------- | ------------- | ------------------------------------------ | ------------------------- | ----------------------------------------------------------- |
| Đảng Aam Aadmi Aam Aadmi Party                                                      | AAP      | 2012          | Arvind Kejriwal                            | Delhi, Punjab             | Cái chổi                                                    |
| Anna Dravida Munnetra Kazhagam Toàn Ấn All India Anna Dravida Munnetra Kazhagam     | AIADMK   | 1972          | Edappadi K. Palaniswami và O. Paneerselvam | Tamil Nadu, Puducherry    | Hai lá                                                      |
| Khối Tiến lên Toàn Ấn All India Forward Bloc                                        | AIFB     | 1939          | Debabrata Biswas                           | Tây Bengal                | Sư tử                                                       |
| Majlis-e-Ittehadul Muslimeen Toàn Ấn All India Majlis-e-Ittehadul Muslimeen         | AIMIM    | 1927          | Asaduddin Owaisi                           | Telangana, Maharashtra    | Cánh diều                                                   |
| Đại hội N.R. Toàn Ấn All India N.R. Congress                                        | AINRC    | 2011          | N. Rangasamy                               | Puducherry                | Bình                                                        |
| Mặt trận Đoàn kết Dân chủ Toàn Ấn All India United Democratic Front                 | AIUDF    | 2004          | Badruddin Ajmal                            | Assam                     | Khóa và chìa                                                |
| Liên hiệp Sinh viên Toàn Jharkhand All Jharkhand Students Union                     | AJSU     | 1986          | Sudesh Mahto                               | Jharkhand                 | Chuối                                                       |
| Asom Gana Parishad                                                                  | AGP      | 1985          | Atul Bora                                  | Assam                     | Voi                                                         |
| Biju Janata Dal                                                                     | BJD      | 1997          | Naveen Patnaik                             | Odisha                    | Ốc xà cừ                                                    |
| Mặt trận Nhân dân Bodoland Bodoland People's Front                                  | BPF      | 1985          | Hagrama Mohilary                           | Assam                     | Nangal                                                      |
| Pattali Makkal Katchi                                                               | PMK      | 1989          | G. K. Mani                                 | Tamil Nadu, Puducherry    | Xoài                                                        |
| Dravida Munnetra Kazhagam                                                           | DMK      | 1949          | M. Karunanidhi                             | Tamil Nadu, Puducherry    | Mặt trời mọc                                                |
| Đảng Tiến lên Goa Goa Forward Party                                                 | GFP      | 2016          | Vijai Sardesai                             | Goa                       | Dừa                                                         |
| Đảng Dân chủ Nhân dân Bang Đồi Hill State People's Democratic Party                 | HSPDP    | 1968          | H.S. Lyngdoh                               | Meghalaya                 | Sư tử                                                       |
| Lok Dal Dân tộc Ấn Độ Indian National Lok Dal                                       | INLD     | 1999          | Om Prakash Chautala                        | Haryana                   | Kính đeo                                                    |
| Liên hiệp Hồi giáo Liên bang Ấn Độ Indian Union Muslim League                       | IUML     | 1948          | Panakkad Sayed Hyderali Shihab Thangal     | Kerala                    | Thang                                                       |
| Hội nghị Quốc gia Jammu & Kashmir Jammu & Kashmir National Conference               | JKNC     | 1932          | Omar Abdullah                              | Jammu & Kashmir           | Cày                                                         |
| Đảng những chú Báo Quốc gia Jammu & Kashmir Jammu & Kashmir National Panthers Party | JKNPP    | 1982          | Bhim Singh                                 | Jammu & Kashmir           | Xe đạp                                                      |
| Đảng Dân chủ Nhân dân Jammu and Kashmir Jammu and Kashmir People's Democratic Party | JKPDP    | 1998          | Mehbooba Mufti                             | Jammu & Kashmir           | Mực và bút                                                  |
| Janata Dal (Thế tục) Janata Dal (Secular)                                           | JD(S)    | 1999          | H.D. Deve Gowda                            | Karnataka, Kerala         | Nữ nông dân đội lúa                                         |
| Janata Dal (Liên minhUnited) Janata Dal (United)                                    | JD(U)    | 1999          | Nitish Kumar                               | Bihar                     | Tên                                                         |
| Jharkhand Mukti Morcha                                                              | JMM      | 1972          | Shibu Soren                                | Jharkhand                 | Cung và tên                                                 |
| Jharkhand Vikas Morcha (Prajatantrik)                                               | JVM(P)   | 2006          | Babu Lal Marandi                           | Jharkhand                 | Lược                                                        |
| Karnataka Janata Paksha                                                             | KJP      | 2012          | Padmanabha Prasanna Kumar                  | Karnataka                 | Tập tin:Karnataka Janata Paksha - Election Symbol.png · Dừa |
| Đại hội Kerala (M) Kerala Congress (M)                                              | KC(M)    | 1979          | C.F. Thomas                                | Kerala                    | Hai lá cờ                                                   |
| Đảng Lok Janshakti Lok Janshakti Party                                              | LJP      | 2000          | Ram Vilas Paswan                           | Bihar                     | Bunglow                                                     |
| Maharashtra Navnirman Sena                                                          | MNS      | 2006          | Raj Thackeray                              | Maharashtra               | Động cơ tàu hỏa                                             |
| Đảng Maharashtrawadi Gomantak Maharashtrawadi Gomantak Party                        | MGP      | 1963          | Deepak Dhavalikar                          | Goa                       | Sư tử                                                       |
| Mặt trận Dân tộc Mizo Mizo National Front                                           | MNF      | 1959          | Pu Zoramthanga                             | Mizoram                   | Sao                                                         |
| Hội nghị Nhân dân Mizoram Mizoram People's Conference                               | MPC      | 1972          | Pu Lalhmingthanga                          | Mizoram                   | Bóng đèn điện                                               |
| Mặt trận Nhân dân Naga Naga People's Front                                          | NPF      | 2002          | Neiphiu Rio                                | Manipur, Nagaland         | Gà trống                                                    |
| Đảng Nhân dân Quốc gia National People's Party                                      | NPP      | 2013          | Agatha Sangma                              | Meghalaya, Manipur        | Sách                                                        |
| Desiya Murpokku Dravida Kazhagam                                                    | DMDK     | 2005          | Vijayakanth                                | Tamil Nadu                | Nagara                                                      |
| Liên minh Dân chủ Nhân dân People's Democratic Alliance                             | PDA      | 2012          | Bd. Behring Anal                           | Manipur                   | Vương miện                                                  |
| Đảng Nhân dân Arunachal People's Party of Arunachal                                 | PPA      | 1987          | Tomo Riba                                  | Arunachal Pradesh         | Ngô                                                         |
| Rashtriya Janata Dal                                                                | RJD      | 1997          | Lalu Prasad Yadav                          | Bihar, Jharkhand          | Đèn cầy                                                     |
| Rashtriya Lok Dal                                                                   | RLD      | 1996          | Ajit Singh                                 | Uttar Pradesh             | Máy bơm nước                                                |
| Đảng Rashtriya Lok Samta Rashtriya Lok Samta Party                                  | RLSP     | 2013          | Upendra Kushwaha                           | Bihar                     | Quạt trần                                                   |
| Đảng Cách mạng Xã hội chủ nghĩa Revolutionary Socialist Party                       | RSP      | 1940          | T. J. Chandrachoodan                       | Kerala, Tây Bengal        | Cuốc và xẻng                                                |
| Đảng Samajwadi Samajwadi Party                                                      | SP       | 1992          | Akhilesh Yadav                             | Uttar Pradesh             | Xe đạp                                                      |
| Shiromani Akali Dal                                                                 | SAD      | 1920          | Sukhbir Singh Badal                        | Punjab                    | Cân                                                         |
| Shiv Sena                                                                           | SS       | 1966          | Uddhav Thackeray                           | Maharashtra               | Cung và tên                                                 |
| Mặt trận Dân chủ Sikkim Sikkim Democratic Front                                     | SDF      | 1993          | Pawan Kumar Chamling                       | Sikkim                    | Ô                                                           |
| Sikkim Krantikari Morcha                                                            | SKM      | 2013          | Prem Singh Tamang                          | Sikkim                    | Đèn bàn                                                     |
| Telangana Rashtra Samithi                                                           | TRS      | 2001          | Kalvakuntla Chandrashekar Rao              | Telangana, Andhra Pradesh | Ô tô                                                        |
| Đảng Telugu Desam Telugu Desam Party                                                | TDP      | 1982          | N. Chandra Babu Naidu                      | Andhra Pradesh, Telangana | Xe đạp                                                      |
| Đảng Liên minh Dân chủ United Democratic Party                                      | UDP      | 1972          | Donkupar Roy                               | Meghalaya                 | Trống                                                       |
| YSR Đại hội YSR Congress Party                                                      | YSRC     | 2011          | Y. S. Jaganmohan Reddy                     | Andhra Pradesh, Telangana | Quạt trần                                                   |
| Mặt trận Tiến lên Marxist Marxist Forward Bloc                                      | MFB      | 1953          | Pratim Chatterjee                          | Tây Bengal                | ???                                                         |